# Prospalta magna
Prospalta magna är en fjärilsart som beskrevs av George Francis Hampson 1894. Prospalta magna ingår i släktet Prospalta och familjen nattflyn. Inga underarter finns listade i Catalogue of Life.